# Place Blanche
Der Place Blanche ist ein Platz im 18. Arrondissement von Paris.

## Lage und Bedeutung
Der Platz liegt unterhalb des Montmartre auf dem Boulevard de Clichy und ist besonders wegen des Theaters Moulin Rouge eine Touristenattraktion. In den Platz münden im Uhrzeigersinn folgende Straßen:
- Rue Lepic
- Rue Puget
- Rue Pierre Fontaine
- Rue Blanche
- Rue de Bruxelles

Am Platz befindet sich die Metrostation Blanche,  .

## Namensursprung
Der Namensursprung (deutsch weißer Platz) lässt sich auf verschiedene Art erklären:
- Hier befanden sich die Barrière Blanche (Barrière (Zollstation)) und ein Croix Blanche.[1][2]
- Der Name des Platzes kann auch davon abgeleitet werden, dass er tatsächlich weiß gefärbt war, als hier noch die Gipsplatten aus den Bergwerken des Montmartre auf die Pferdekarren verladen wurden, um über die Rue Blanche (deutsch weiße Straße) zur Seine gebracht zu werden.[3]

## Geschichte
Am 28 vendémiaire an XI (20. Oktober 1802) wurde der 1789 begonnene Platz vom damaligen Innenminister Chaptal eröffnet. Er legte auch den Radius von 30 m fest.
In der Zeit der Pariser Kommune drangen am 23. Mai 1871 während der Semaine sanglante Truppen aus Versailles nach Paris vor. Der Platz wurde von 120 Comunardes verteidigt. Zu diesen Frauen unter den Kämpfern der Pariser Kommune zählten Beatrix Excoffon, Elisabeth Dmitrieff, Nathalie Lemel, Blanche Lefebvre und Malvina Poulain. Sie hielten die Truppen von General Clinchant mit ihren Barrikaden auf, mussten aber dann wegen Erschöpfung und mangels Munition aufgeben. Wer nicht entkommen konnte, wurde auf der Stelle hingerichtet, wie zum Beispiel Blanche Lefebvre, nach der ein Platz im 17. Arrondissement benannt wurde.

## Ansichten

### Darstellung in der Kunst

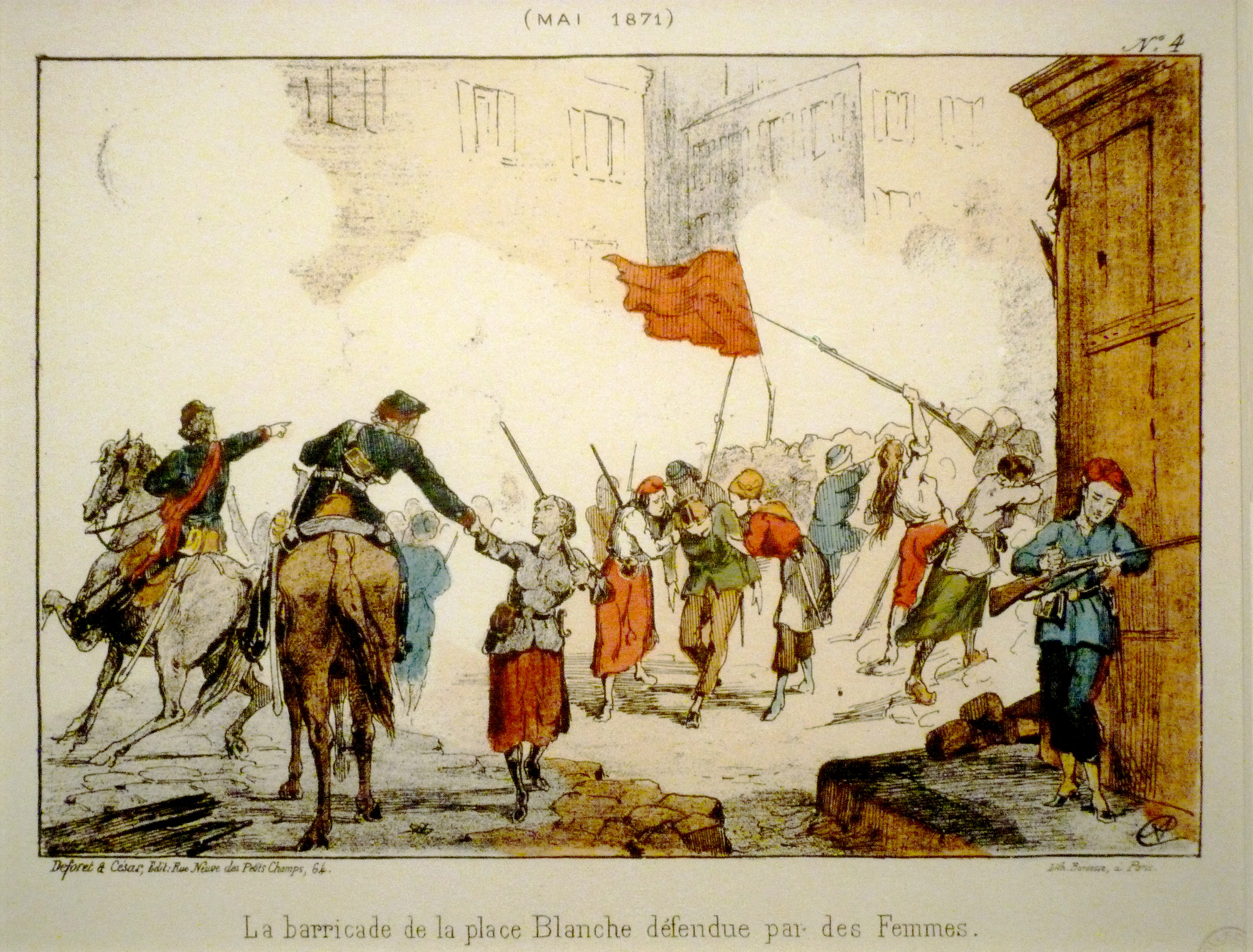
La barricade de la place Blanche défendue par des femmes, Lithografie von Hector Moloch. Musée Carnavalet
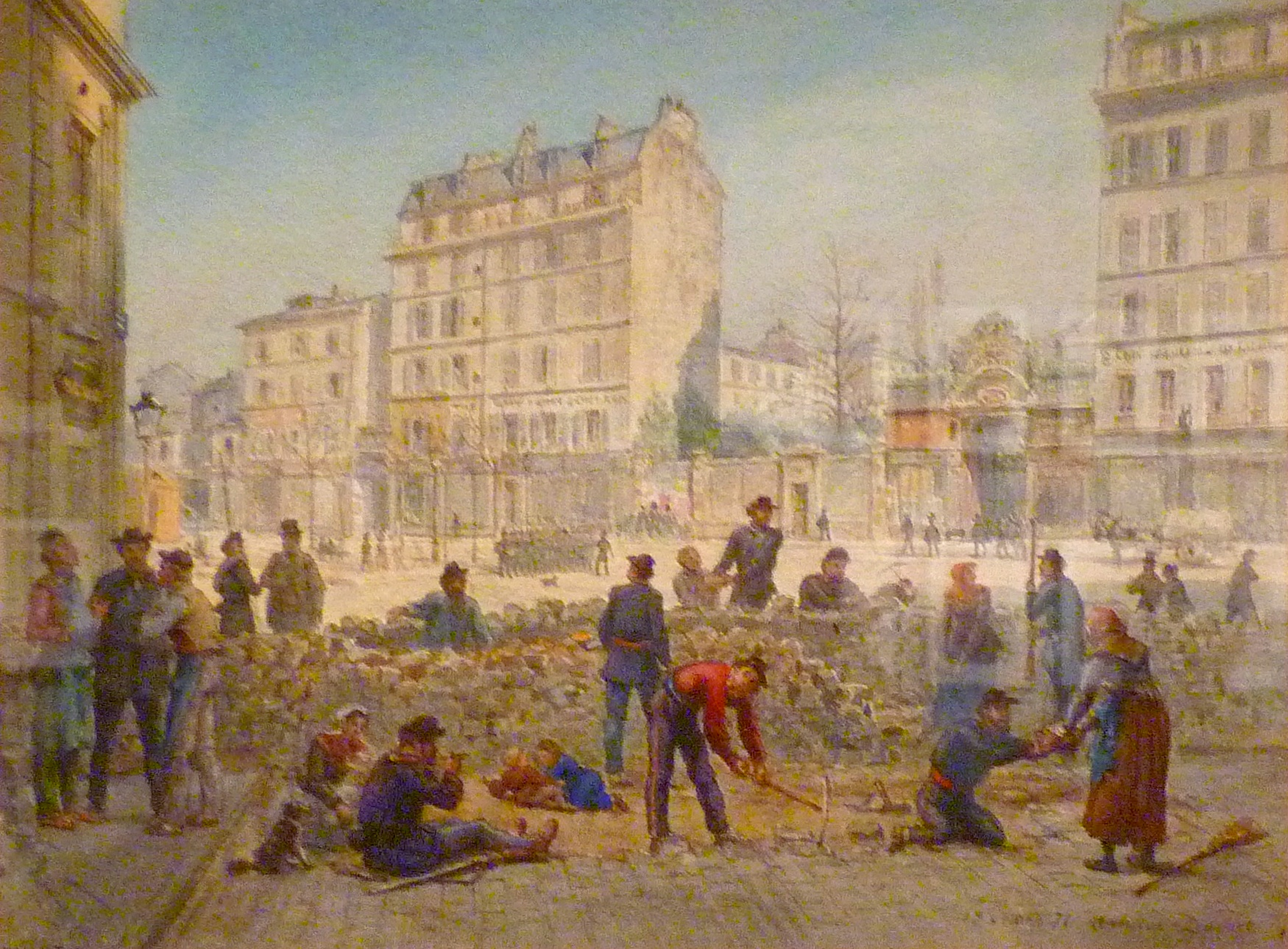
Construction d'une barricade place Blanche le 19 mars 1871, Aquarelle von Jean-Baptiste Arnaud-Durbec, Musée Carnavalet
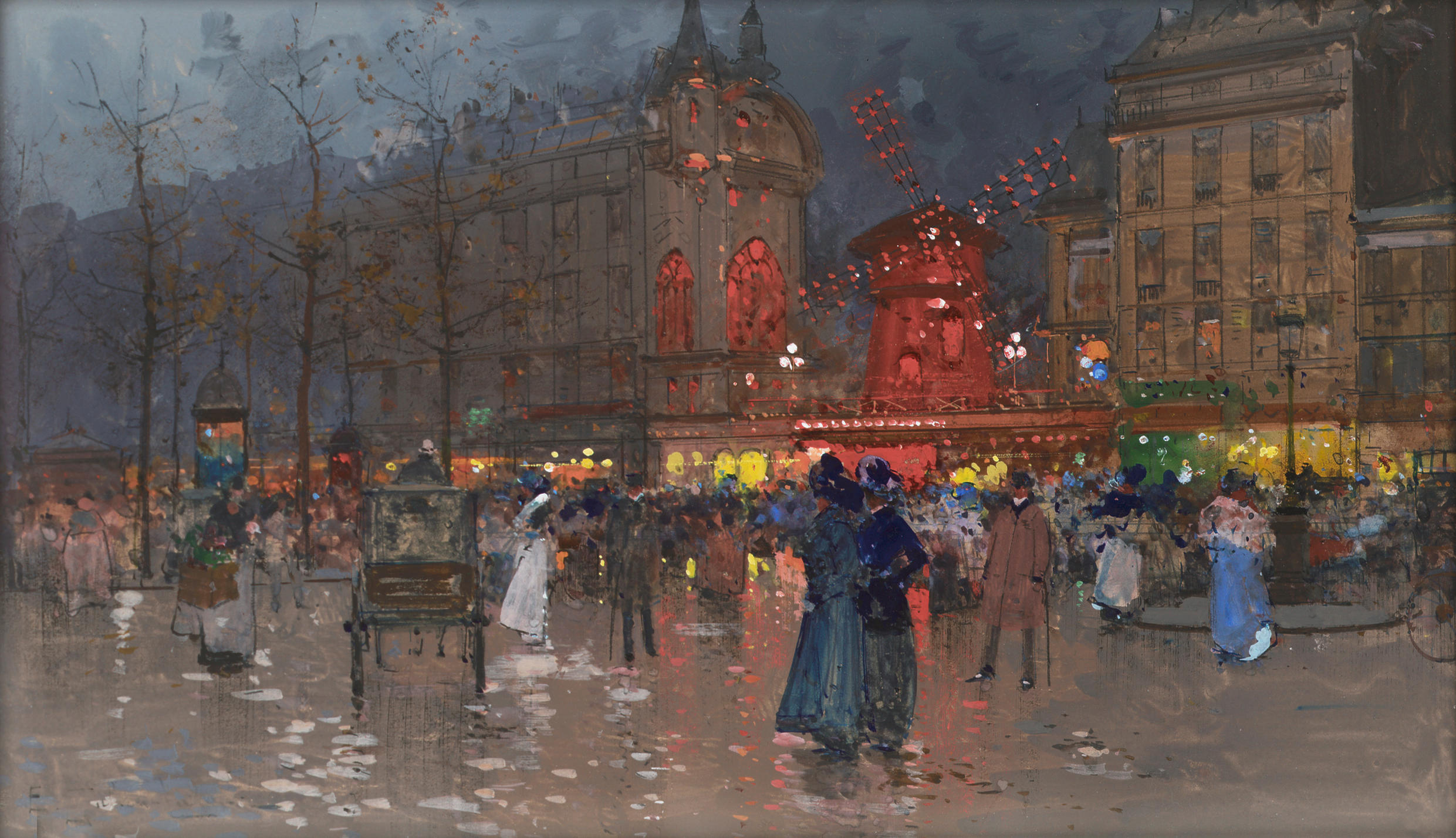
Le Moulin-Rouge, le soir, Gouache von Eugène Galien-Laloue um 1906

### Fotografien

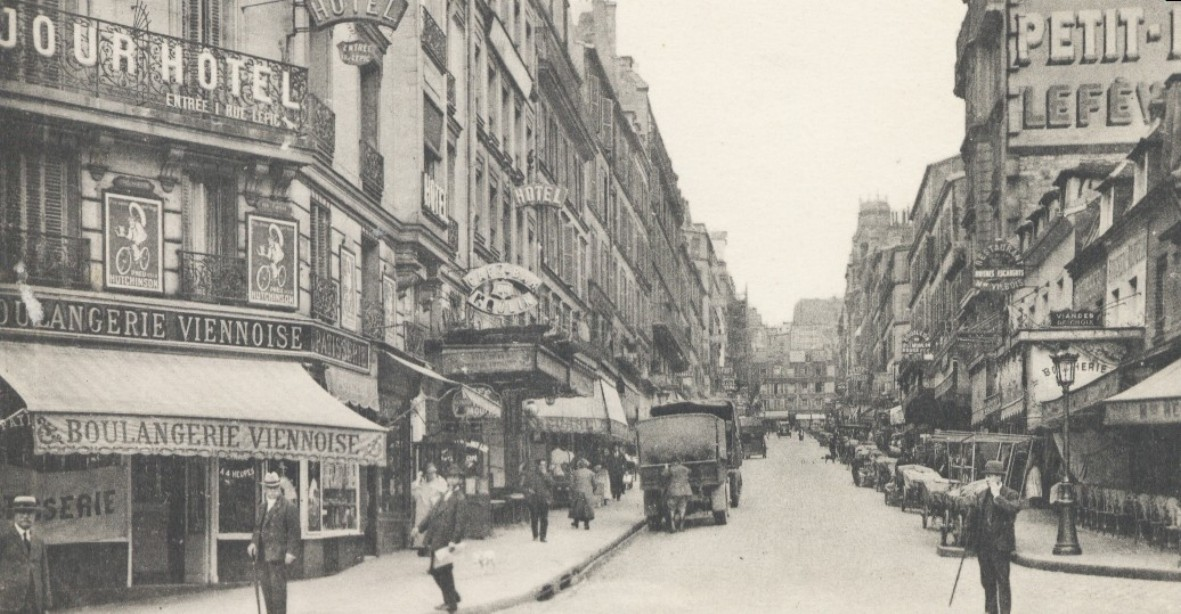
Postkartenansicht von 1925
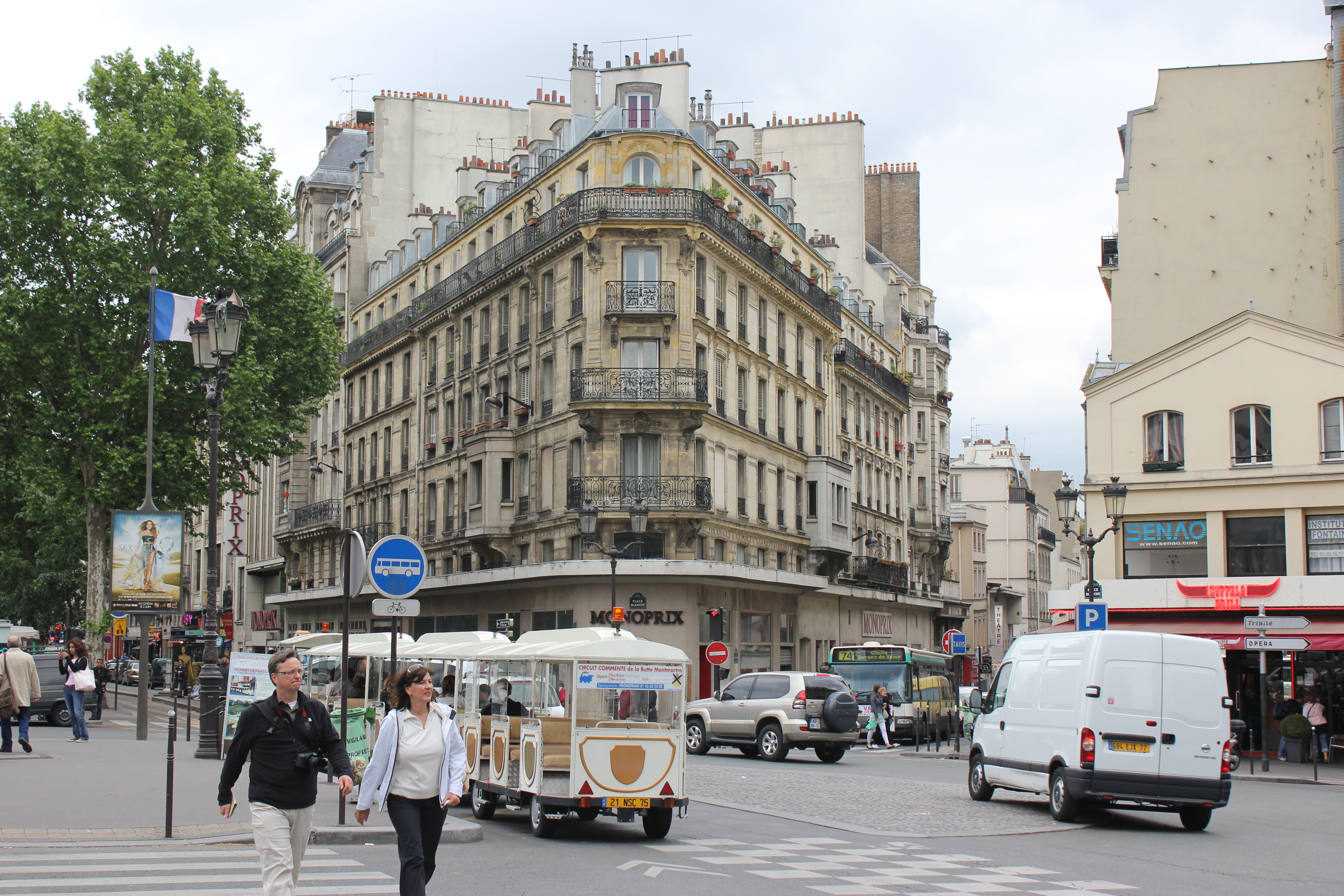
Der Platz 2010
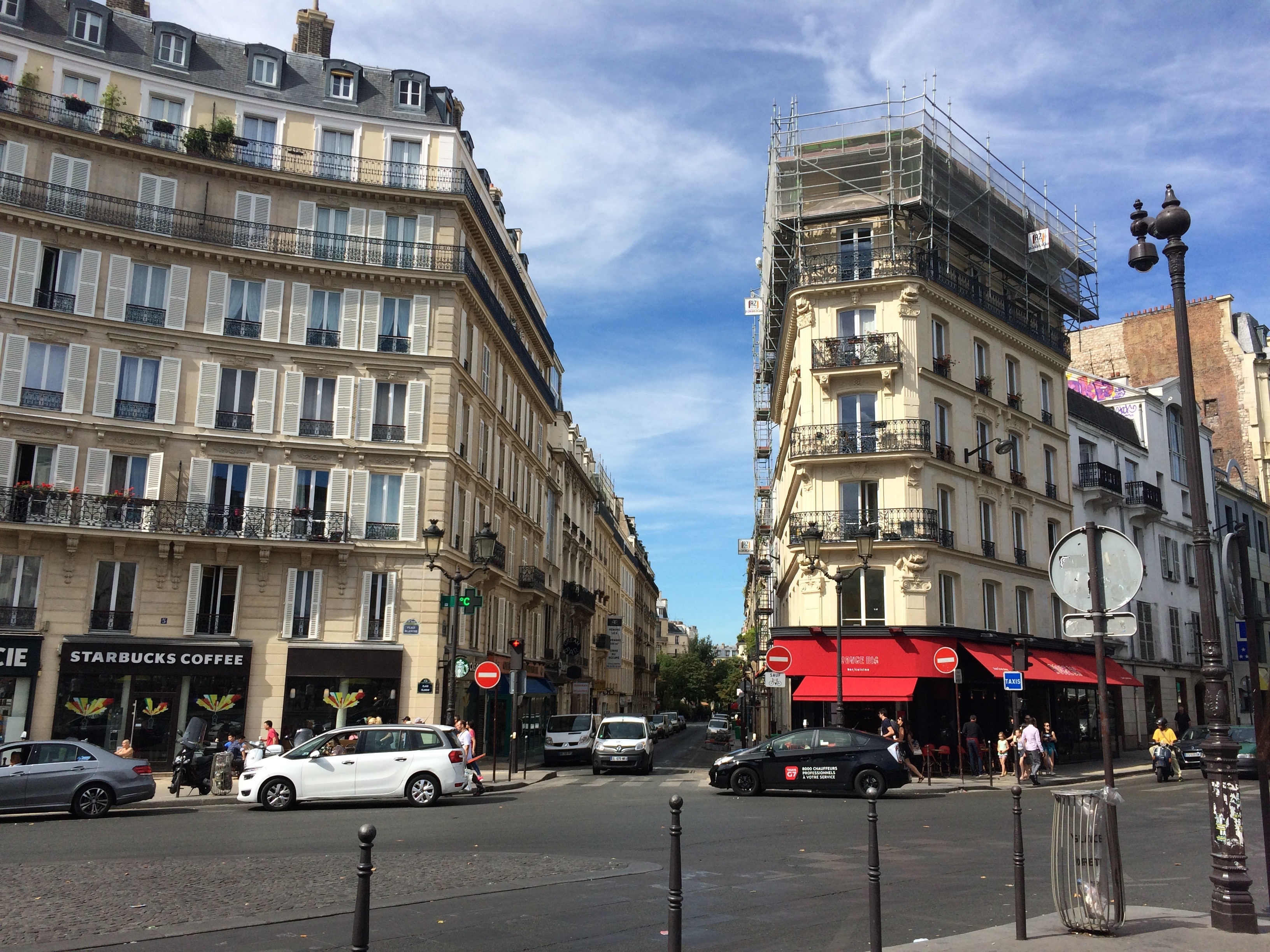
Rue de Bruxelles.
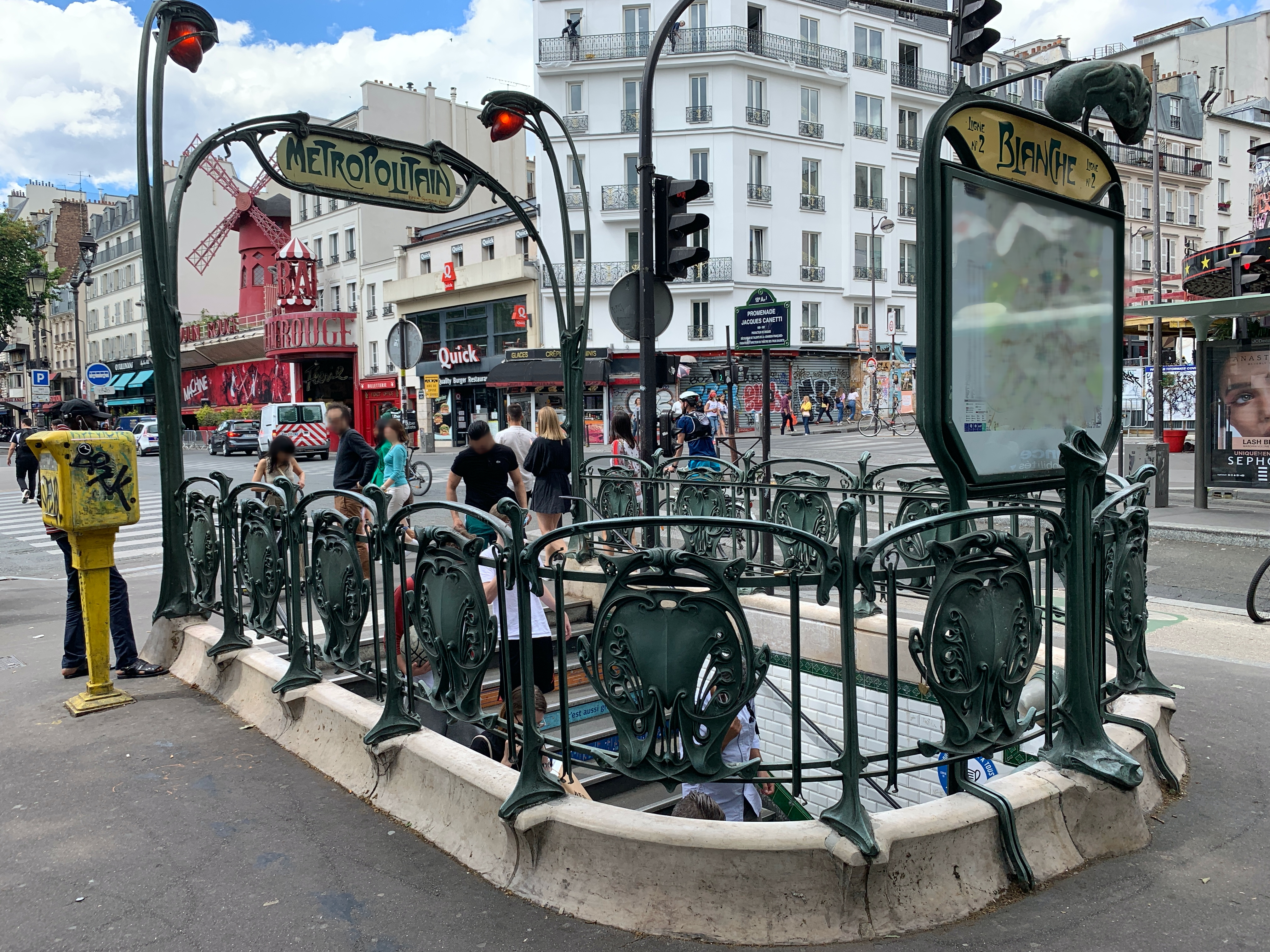
Station der Métro Blanche, direkt am Platz